# Clà Biert
Cla Biert (Scuol, Grisons 1920 – Cuera, 1981) fou un escriptor i narrador suís en llengua romanx.
De família pobra, estudià magisteri a Cuera i exercí de mestre fins que una malaltia l'obligà a retirar-se el 1975. Col·laborà a les revistes Sain Pitschen i Novas Litteraras. President de l'Uniun da scriptuors rumantschs, ha recollit cançons d'Engiadina i Val Müstair.

## Obres
- Amuras (1928)
- Laina verda (1958)
- Fain Manü (1969)
- La müdada (1962)